# 张伯里
张伯里（1954年—），河北辛集人，汉族，中华人民共和国政治人物、第十二届全国人民代表大会黑龙江地区代表。
毕业于中共中央党校理论部政治经济学专业，加入中国共产党。2013年，被选为全国人大代表。